# Blaze y Satanus
Blaze y Satanus son hermanos humanos/demonios ficticios que aparecen en los cómics estadounidenses publicados por DC Comics. Ellos son los hijos de Shazam. Blaze debutó en Action Comics # 655 (julio de 1990) y fue creada por Roger Stern y Brett Breeding y dibujada por primera vez por Bob McLeod. Satanus fue creado por Brett Breeding y debutó en The Adventures of Superman #493 (agosto de 1992) por el escritor Jerry Ordway y el dibujante Tom Grummett.

## Biografía ficticia
Blaze y Satanus son los hijos híbridos humano/demonio del mago Shazam y una demonio (nombre desconocido).

### Blaze
Blaze está involucrada en la creación de los enemigos de Superman, Silver Banshee y Skyhook. Una demonio de piel roja con cuernos, se disfraza de la dueña del club nocturno de Metrópolis, Angélica Blaze, para robar almas. Superman la sigue al Infierno para luchar por las almas de Jimmy Olsen y el hijo de Perry White, Jerry (quien, de hecho, era el hijo de la esposa de Perry, Alice, y Lex Luthor). Superman logra salvar a Jimmy Olsen, pero Blaze logra matar a Jerry White, cuyo sacrificio desinteresado salva su alma.
En un momento, Blaze se enfrentó con Jared Stevens.

### Satanus
Satanus es el hermano del demonio Blaze. Satanus se parece a un demonio tradicional, con grandes cuernos que sobresalen de la parte delantera de su cabeza y piel de color rojo oscuro. Lleva un pesado casco de estilo romano que entierra su rostro en la sombra. Blaze y Satanus luchan entre sí por la posesión del dominio de Blaze, utilizando a Superman como peón. Satanus tiene una identidad terrenal y se disfraza de Collin Thornton, el editor de la revista Newstime, que había contratado previamente a Clark Kent como editor.

### Underworld Unleashed
Blaze y Satanus son dos de los muchos supervillanos involucrados en el evento cruzado Underworld Unleashed. Ambos son peones en los planes del demonio Neron para dar a muchos de los supervillanos y superhéroes del Universo DC los deseos de su corazón a cambio de sus almas o por completar una tarea para él.

### Day of Vengeance
Satanus le revela a Superman que él es Collin Thornton cuando el Espectro llega a Metrópolis como parte de su misión de destruir toda la magia maligna durante la miniserie Day of Vengeance como parte de la trama de Alexander Luthor Jr.

### Reinar en el infierno y después
Blaze y Satanus son los personajes principales de la miniserie Reign in Hell. En esta historia, se han convertido en los gobernantes del Purgatorio y lideran una rebelión contra el Infierno al ofrecer "esperanza a los desesperanzados", algo que nunca antes había sucedido. Se oponen a Neron, otros demonios y los superhéroes mágicos del Universo DC.
Blaze contacta a Mary Marvel y le ofrece restaurar sus poderes perdidos a cambio de matar a Freddy Freeman para que ella pueda tener sus poderes. Mary parece estar de acuerdo, aparentemente envenenando a Freddy; sin embargo, cuando llega Blaze, Freddy se levanta y lucha contra ella, finalmente la empala en una estatua de hierro y usa su rayo para enviarla de regreso al Infierno. Ahora, Blaze parece estar interesada en manipular a Osiris.
Satanus envía a la Liga de la Justicia al infierno, donde la Liga frustra los planes de Satanus de obtener las nueve piezas de la máscara de Dante. Satanus intenta usar la máscara para volverse todopoderoso, pero Plastic Man, que está poseído por la máscara, se lo impide. Luego, la máscara es destruida por los esfuerzos combinados de la Liga y Zauriel ayuda a la Liga a escapar del Infierno.

### The New 52
En 2011, The New 52 reinició el universo DC. Se muestra que Blaze es una presa en el Bloque. Durante la pelea entre Supergirl y Lobo, Blaze fue liberada accidentalmente.

## Poderes y habilidades
Blaze y Satanus son expertos en maleficium.

## Otras versiones
Una versión alternativa de Blaze y (presumiblemente) Satanus aparecen como creaciones de Lex Luthor para usar contra Superman en Superman: hijo rojo.